# Ledegöl (naturreservat)
Ledegöl är ett naturreservat sydväst om sjön Ledegöl i Högsby kommun i Kalmar län.
Området är naturskyddat sedan 1996 och är 7 hektar stort. Reservatet består av gammal, ganska orörd granskog som drabbades kraftigt av stormen Gudrun och därefter inte rensats upp.